# Trainspotting (roman)
Pour les articles homonymes, voir Trainspotting.
Pour le loisir ferroviaire, voir Ferrovipathe.
Trainspotting est le premier roman de l'écrivain écossais Irvine Welsh, paru en 1993.
Une suite, Porno, est publiée en 2002. Une préquelle, Skagboys, paraît en 2012. Un spin-off, L'Artiste au couteau (The Blade's Artist), centré sur le personnage de Begbie, sort en 2018.
En 1996, il est adapté avec succès au cinéma par Danny Boyle (voir l'article Trainspotting).

## Description
Trainspotting est structuré en courts chapitres racontés à la première personne du point de vue de différents habitants de Leith, à Édimbourg, qui sont tous consommateurs d'héroïne, liés au groupe principal de consommateurs d'héroïne, ou engagés dans des activités destructrices implicitement présentées comme des addictions comparables à celle à l'héroïne. Le roman se déroule dans les années 1980.

## Éditions
- Édition originale : Martin Secker&Warburg Ltd., 1993
- Trad. Eric Lindor Fall, L'Olivier/Le Seuil, Paris, 1996 (rééd. "Points", 1998)

## Adaptation cinématographique
Réalisé par Danny Boyle, sur un scénario adapté par John Hodge et produit par Andrew Macdonald, le film, sorti en 1996, a pour acteurs principaux Ewan McGregor, Robert Carlyle, Jonny Lee Miller, Kevin McKidd et Ewen Bremner. Irvine Welsh fait un caméo en tant que Mikey Forrester, dealer secondaire de Mark Renton.